# Aloe angelica
Aloe angelica (укр. Алое анджеліка, Алое Анджеліки)  — сукулентна рослина роду алое.

## Етимологія
Видова назва походить від імені Анджеліки Воллес, чий чоловік був колишнім головним інженером Південно-Африканських залізниць, та який привернув увагу до цієї рослини Пол-Еванса.

## Морфологічна характеристика
Схоже на Aloe thrakii і Aloe alooides. Соковиті розетки у верхній частині одиночного (зрідка розгалуженого) голого стебла, до 12 футів (3,6 м). Гладке зелене листя 80x12 см озброєне дрібними гострими зубчиками завдовжки 3 мм, 10 мм один від одного. Розгалужене суцвіття 100 см містить багато коротких трубчастих квіток, червоних в період бутонізації, які з часом стають золотистого або жовто-помаранчевого кольору. Циліндричні до голівчатих кисті 10 см. Цвіте зазвичай в червні. Розмножується насінням або відростками.

## Місця зростання
Зростає в Південно-Африканській Республіці (гори Саутпансберг (англ. Soutpansberg) і Блауберг (англ. Blouberg) у  провінції Лімпопо) на висоті 500 — 1 700 м над рівнем моря.

## Умови зростання
Мінімальна температура — + 10 °C. Надає перевагу сонячним місцям або легкій тіні. Посухостійка рослина.